# Ammophila cybele
Ammophila cybele es una especie de avispa del género Ammophila, familia Sphecidae.

## Taxonomía
Fue descrito por primera vez en 1970 por Menke. 